# Tomás Fernández Ríos
Tomás Fernández Ríos (Madrid, 27 de febrero de 1969) es un empresario y político español. Diputado por Vox en el Congreso de los Diputados en representación de la circunscripción de Huelva (desde 2019).

## Biografía
Tomás nació en Madrid (1969). Estudió Derecho en la Universidad Complutense de Madrid y un máster en Dirección Comercial y Marketing en ESIC Universidad antes de trabajar como director de empresa. Está colegiado en el Colegio de la Abogacía de Madrid. Fue miembro del Partido Popular (2003-2011) antes de incorporarse a Vox por desavenencias con el PP.
Ríos se postuló como candidato para el distrito electoral de Huelva durante las elecciones generales de abril de 2019 en España por Vox, pero al principio no logró ser elegido. Sin embargo, volvió a presentarse a las elecciones de noviembre del mismo año y fue elegido diputado por la provincia.
En el Congreso de los Diputados es portavoz de cuatro comisiones: Derechos Sociales y Consumo; Comisión Mixta para el estudio de los problemas con las adicciones; Agricultura, pesca y alimentación; Defensa y Sanidad.